# Grupo Barriga Verde
Grupo Barriga Verde, anteriormente Central Barriga Verde, é um grupo de Comunicação, cuja sede está na cidade de Florianópolis, estado de Santa Catarina. O GBV tem como diretores Saul Brandalise Júnior e Flávio Peretti. 

## Empresas

### Televisão
- TV Barriga Verde

### Antigas empresas
- TV Catarinense